# Alophosoma syngenes
Alophosoma syngenes là một loài bướm đêm trong họ Noctuidae.